# Dichotomius alyattes
Dichotomius alyattes là một loài bọ cánh cứng trong họ Bọ hung (Scarabaeidae).